# Serrat de Llumeners
La Serrat de Llumeners és una serra situada al municipis de Borredà a la comarca del Berguedà i el de Les Llosses a la comarca del Ripollès, amb una elevació màxima de 1.042 metres.